# 加利基奥
加利基奥（義大利語：Gallicchio），是意大利波坦察省的一个市镇。总面积23平方公里，人口914人，人口密度39.7人/平方公里（2009年）。ISTAT代码为076035。